# Routledge
Ratlidž (Routledge) je britanski multinacionalni izdavač. Preduzeće je osnovao 1836. Džordž Ratlidž, a specijalizovano je za obezbeđivanje akademskih knjiga, časopisa i onlajn resursa u oblastima humanističkih nauka, bihevioralnih nauka, obrazovanja, prava i društvenih nauka. Kompanija objavljuje približno 1.800 časopisa i 5.000 novih knjiga svake godine, a njihova pozadinska lista obuhvata preko 140.000 naslova. Za Routledge se tvrdi da je najveći globalni akademski izdavač u okviru humanističkih i društvenih nauka.
Godine 1998, Routledge je postao pododeljenje i pseudonim svog bivšeg rivala, Tejlor & Francis Grupe (T&F), kao rezultat ugovora o kupovini od 90 miliona funti od Cinvena, grupe investicionog kapitala koja je kupila firmu dve godine ranije za 25 funti miliona. Nakon spajanja Informa i T&F 2004. godine, Routledge je postao izdavačka jedinica i glavni naziv u okviru Informinog odeljenja za „akademsko izdavaštvo“. Routledge ima sedište u glavnoj kancelariji T&F u Milton Parku, Abingdon, Oksfordšir, a takođe posluje iz T&F kancelarija širom sveta, uključujući Filadelfiju, Melburn, Nju Delhi, Singapur i Peking.

## Literatura
- Boynton, Robert (March—April 1995). „The Routledge Revolution: Has Academic Publishing Gone Tabloid?”. Lingua Franca: the review of academic life. св. 5 бр. 3. Mamaroneck, NY: Lingua Franca, Inc. стр. 24—32. OCLC 61311445. Архивирано из оригинала (online reproduction, by author [n.pag.]) 1 June 2016. г. Приступљено 21 August 2009. Проверите вредност парамет(а)ра за датум: |date= (помоћ)
- Clark, Giles N.; Angus Phillips (2008). Inside Book Publishing. Taylor & Francis-Library collection (4th изд.). Abingdon, England; New York, NY: Routledge. ISBN 978-0-203-34154-4. OCLC 182573667.
- Cope, Nigel (5. 11. 1998). „Books merger yields windfall of £6m” (online edition). The Independent. London: Independent News & Media. Архивирано из оригинала 15. 4. 2019. г. Приступљено 21. 8. 2009.
- Franklin, Norman (1986). Routledge & Kegan Paul: 150 years of Great Publishing. London: Routledge & Kegan Paul.
- Sutherland, John (2009). The Longman Companion to Victorian Fiction (2nd изд.). Abingdon, England; New York, NY: Routledge. ISBN 978-1408203903.
- Warburg, Fredric (1960). An Occupation for Gentlemen (1st American изд.). Boston, MA: Houghton Mifflin. OCLC 1201220.
- Whipp, Richard (1992). „Human Resource Management, Competition and Strategy: Some Productive Tensions”.  Ур.: Paul Blyton; Peter Turnbull. Reassessing Human Resource Management. London: SAGE Publications. стр. 33—55. ISBN 0-8039-8697-1. OCLC 28325927.

## Spoljašnje veze
- Zvanični veb-sajt
- History of Routledge
- Routledge Revivals: Reprints from humanities and social sciences publications, from the backlists of Routledge imprints.
- Routledge & Kegan Paul Archives: Ledgers, authors' agreements, printed catalogues and other papers 1853–1973, University College London.
- Records of Routledge & Kegan Paul: Correspondence files covering the period 1935 to 1990, as well as review files 1950s–1990s, Special Collections, University of Reading Library.
- Archives of George Routledge & Company 1853–1902, Chadwyck-Healey Ltd, 1973. 6 reels of microfilm and printed index. (Available from ProQuest)
- Archives of Kegan Paul, Trench, Trubner and Henry S. King 1858–1912, Chadwyck-Healey Ltd,1973. 27 reels of microfilm with index on microfiche. (Available from Proquest)